# Mundochthonius ussuricus
Espèce
Mundochthonius ussuricus est une espèce de pseudoscorpions de la famille des Chthoniidae.

## Distribution
Cette espèce est endémique du Primorié en Russie,.

## Description
Mundochthonius ussuricus mesure de 1,2 à 1,3 mm.

## Étymologie
Son nom d'espèce lui a été donné en référence au lieu de sa découverte, la réserve naturelle de l'Oussouri.

## Publication originale
- Beier, 1979 : Pseudoskorpione aus der Küstenprovinz im Osten der USSR. Annalen des Naturhistorischen Museums in Wien, vol. 82, p. 553-557 (texte intégral).